# Сосна Банкса
Сосна́ Ба́нкса (лат. Pinus banksiana) — вечнозелёное растение, дерево рода Сосна семейства Сосновые. В естественных условиях растёт в северо-восточных районах Северной Америки.

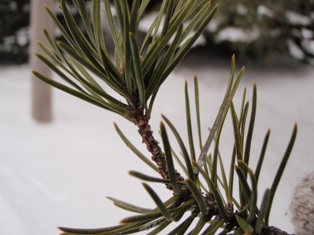
Хвоя сосны Банкса

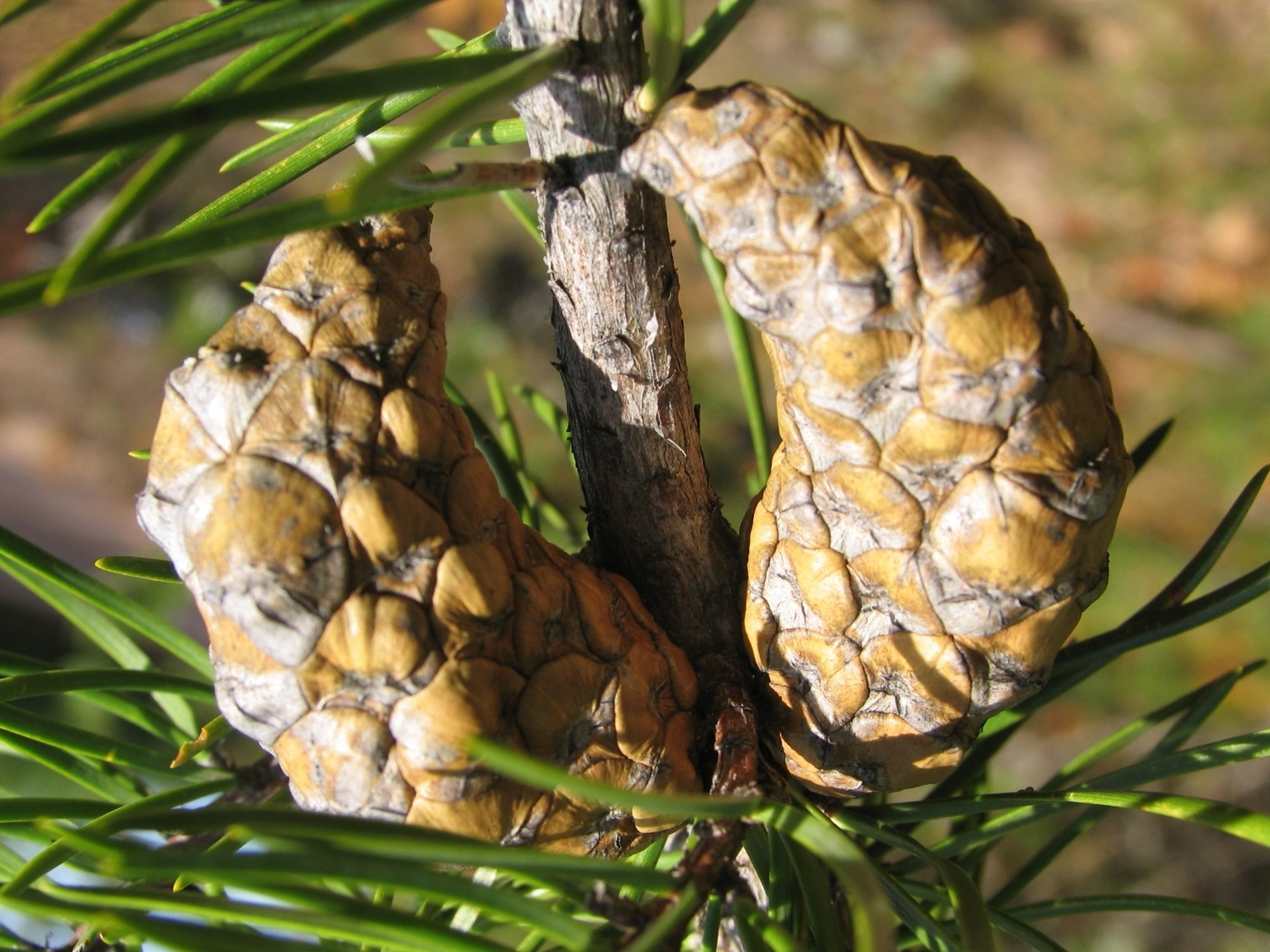
Шишки сосны Банкса

## Ботаническое описание
Названа в честь известного английского натуралиста и ботаника Джозефа Банкса (1743—1820), директора Kew Gardens (Англия). Помимо официального названия сосна Банкса имеет очень много неофициальных: сосна блэк джек, канадская роговая сосна, сосна Гудзонова залива, лабрадорская сосна, северная низкорослая сосна, сосна принцессы, щеголеватая сосна. Обычно дерево вырастает до 20 метров высотой и толщиной до 25 см, очень редко встречаются выдающиеся экземпляры высотой до 30 метров и толщиной до 60 см. Засухо и морозоустойчива, нетребовательна к почвам, выдерживает даже слабую засолённось.
Хвоинки изогнуты, расположены по две в пучке, короткие, длиной 2—4 см, толщиной 1—1,5 мм. Шишки небольшие, изогнутые, с заострённым концом, до 4,5 см длиной, долго остаются нераскрытыми на дереве. Крона разреженная, овальной формы, у старых деревьев — более раскидистая.

## Распространение
В естественных условиях произрастает в Канаде к востоку от Скалистых гор, от Северо-Западных территорий на севере до Новой Шотландии на юге. Широко распространено также на северо-востоке США от Миннесоты до штата Мэн. Самый южный ареал доходит до северо-запада штата Индиана.
Полный список провинций и территорий Канады, где произрастает сосна Банкса:
- Альберта
- Британская Колумбия
- Квебек
- Манитоба
- Нью-Брансуик
- Новая Шотландия
- Онтарио
- Саскачеван
- Северо-Западные территории

Полный список штатов США, где произрастает сосна Банкса:
- Индиана
- Миннесота
- Мичиган
- Мэн
- Нью-Гемпшир
- Нью-Йорк
- Вашингтон [4]

В Европу сосна Банкса была ввезена в 1785 году.

## В культуре
Зоны морозостойкости: от 4 до более тёплых.

## Некоторые сорта
- 'Arktis'. Карликовый сорт, высота растений до 2,5 м. Крона рыхлая, неправильная. Центральный лидер искривленный, не всегда выражен, и стволов может быть несколько. Ветки разнообразно направленные и искривлённые. Хвоя сероватая[7].
- 'Banskа Stiavnica' ('Abš'). Найдена в Словакии в дендрарии Kysihýbel в 1988 году. Отличается медленным ростом (ежегодный прирост около 5—7,5 см). Крона плотная, овальная или широко-конусовидная.  В возрасте 10 лет достигает высоты 1,5 м, при ширине около 1 м. Побеги слегка скручены. Хвоя 2—3 см длиной, светло-зелёная, шире, чем у других видов сосен и сильно уплощённая, слегка скрученная. К почвам не требовательна, легко переносит пересадку. Зоны морозостойкости от 4 до более тёплых[7][8][9].
- 'Chippewa', 1970. Сеянец ведьминой метлы. Карликовый сорт. Крона округлая, приплюснутая, часто неправильная. Один из наиболее карликовых сортов, мелколистный, очень плотный, с ровной круглой кроной. Ежегодный прирост менее 2 см. В возрасте 10 лет диаметр кроны около 30—35 см. Хвоя светлая[7].
- 'Manomet'. Карликовый сорт. Сеянец ведьминой метлы. К 10 годам достигает высоты 60 см[7].
- 'Repens'. Ежегодный прирост 7—8 см в год. Ветви распростёртые. Хвоя изогнутая[7].
- 'Tucker's Dwarf'. Карликовый сорт. Крона подушковидная, приплюснутая, плотная. Ветви распростёртые. Хвоя чисто-зелёная. Хорошо плодоносит[7].
- 'Schoodic'.  Стелющаяся карликовая форма[7].
- 'Schneverdingen'. Сорт назван по названию города в Германии. Гюнтер Хорстман (G. Horstmann) – основатель Pflanzen – Zentrum Horstmann, Schneverdingen, Германия (Центр растений Хорстмана в г. Шневердинген) нашел исходный материал в 1981 году в Канаде. Полукарликовое деревце. Форма кроны компактная, полусферическая. Хвоя короткая, ярко-зеленая, искривленная. Годовой прирост 7-9 см, размер в 10 лет 70 см в высоту и 90-100 см в ширину[10].
- 'Uncle Fogy', 1970. Карликовый сорт. Ежегодный прирост 10—15 см. В 10 лет не более 2 м высотой. Крона плакучая или распростертая. Ствол кривой, пригнутый к земле или относительно прямой. Ветви распростёртые по земле или свисающие, искривлённые[7].